# 蔡暹
蔡暹（1439年—？），字文暉，湖廣荊州府江陵縣人，軍籍，明朝政治人物。

## 生平
成化十六年（1480年）庚子科湖廣鄉試第六十六名舉人。成化十七年（1481年）中式辛丑科會試第二百六十二名，三甲第一百零九名進士。十八年任扬州府泰兴县知县。調河南西平县。

## 家族
曾祖蔡添祿；祖父蔡榮；父蔡思順，母皇甫氏。慈侍下。